# Station Dalsbotn
Het Station Dalsbotn is een halte in Vatnahalsen in de gemeente Aurland. De halte ligt aan Flåmsbana. Dalsbotn, gelegen op 200 meter hoogte, werd gebouwd in 1942. In december 2012 werd het gesloten voor personenvervoer.